# جسم أبهري
الجسم الأبهري (بالإنجليزية: aortic body)‏ هو واحد من عدة مجموعات صغيرة من المستقبلات الكيميائية الطرفية المعروفة بالخلايا الكبية، مستقبلات الضغط، والخلايا الداعمة الموجودة على طول قوس الأبهر.
تساوي بعض المصادر بين «الجسم الأبهري» و«الأجسام المجاورة للأبهر»، بينما تميز المصادر الأخرى بوضوح بين الاثنين. وباعتبار التمييز، فإن «الأجسام الأبهرية» هي مستقبلات كيميائية تنظم في الدورة الدموية، في حين أن «الأجسام المجاورة للأبهر» هي الخلايا الأليفة للكروم التي تصنع الكاتيكولامينات.

## التركيب
الجسم الأبهري هو مستقبل كيميائي موجودة في قوس الأبهر.

## الوظيفة
يقيس الجسم الأبهري التغيرات في ضغط الدم ومكونات الدم الشرياني المار به، بما في ذلك الضغط الجزئي للأكسجين وثاني أكسيد الكربون. وتسمى المستقبلات الكيميائية المسؤولة عن استشعار التغيرات في غازات الدم بالخلايا الكبية.
يُعطي الجسم الأبهري تغذية مرتدة إلى النخاع المستطيل، وتحديدا إلى المجموعة التنفسية الظهرية، عبر الفرع الوارد من العصب المبهم (ويُعرف كذلك باسم العصب القحفي العاشر)، ومن ثم يقوم النخاع بدوره بتنظيم التنفس وضغط الدم.

## الأهمية السريرية

### الاضطرابات
ورم جنيب العقدة العصبية هو ورم قد يشمل الجسم الأبهري.